# 球水母科
球水母科（学名：Sphaeronectidae）是管水母目下的一个科。

## 下属分类
本科包括以下属：
- Ediacara
- 球水母属 Sphaeronectes Huxley, 1859